# Cyril Jackson
| 1116 Catriona       | 5 April 1929      |
| 1186 Turnera        | 1 august 1929     |
| 1193 Africa         | 24 April 1931     |
| 1194 Aletta         | 13 May 1931       |
| 1195 Orangia        | 24 May 1931       |
| 1196 Sheba          | 21 May 1931       |
| 1197 Rhodesia       | 9 June 1931       |
| 1242 Zambesia       | 28 April 1932     |
| 1243 Pamela         | 7 May 1932        |
| 1244 Deira          | 25 May 1932       |
| 1245 Calvinia       | 26 May 1932       |
| 1246 Chaka          | 23 July 1932      |
| 1248 Jugurtha       | 1 September 1932  |
| 1264 Letaba         | 21 April 1933     |
| 1268 Libya          | 29 April 1930     |
| 1278 Kenya          | 15 June 1933      |
| 1279 Uganda         | 15 June 1933      |
| 1282 Utopia         | 17 august 1933    |
| 1318 Nerina         | 24 March 1934     |
| 1319 Disa           | 19 March 1934     |
| 1320 Impala         | 13 May 1934       |
| 1321 Majuba         | 7 May 1934        |
| 1323 Tugela         | 19 May 1934       |
| 1324 Knysna         | 15 June 1934      |
| 1325 Inanda         | 14 July 1934      |
| 1326 Losaka         | 14 July 1934      |
| 1327 Namaqua        | 7 September 1934  |
| 1349 Bechuana       | 13 June 1934      |
| 1354 Botha          | 3 April 1935      |
| 1355 Magoeba        | 30 April 1935     |
| 1356 Nyanza         | 3 May 1935        |
| 1357 Khama          | 2 July 1935       |
| 1358 Gaika          | 21 July 1935      |
| 1359 Prieska        | 22 July 1935      |
| 1360 Tarka          | 22 July 1935      |
| 1362 Griqua         | 31 July 1935      |
| 1367 Nongoma        | 3 July 1934       |
| 1368 Numidia        | 30 April 1935     |
| 1393 Sofala         | 25 May 1936       |
| 1394 Algoa          | 12 June 1936      |
| 1396 Outeniqua      | 9 august 1936     |
| 1397 Umtata         | 9 august 1936     |
| 1427 Ruvuma         | 16 May 1937       |
| 1428 Mombasa        | 5 July 1937       |
| 1429 Pemba          | 2 July 1937       |
| 1430 Somalia        | 5 July 1937       |
| 1431 Luanda         | 29 July 1937      |
| 1432 Ethiopia       | 1 august 1937     |
| 1456 Saldanha       | 2 July 1937       |
| 1467 Mashona        | 30 July 1938      |
| 1468 Zomba          | 23 July 1938      |
| 1474 Beira          | 20 august 1935    |
| 1490 Limpopo        | 14 June 1936      |
| 1505 Koranna        | 21 April 1939     |
| 1506 Xosa           | 15 May 1939       |
| 1595 TangaA         | 19 June 1930      |
| 1634 Ndola          | 19 august 1935    |
| 1638 Ruanda         | 3 May 1935        |
| 1641 Tana           | 25 July 1935      |
| 1676 Kariba         | 15 June 1939      |
| 1712 Angola         | 28 May 1935       |
| 1784 Benguella      | 30 June 1935      |
| 1816 Liberia        | 29 January 1936   |
| 1817 Katanga        | 20 June 1939      |
| 1948 Kampala        | 3 April 1935      |
| 1949 Messina        | 8 July 1936       |
| 2066 Palala         | 4 June 1934       |
| 2825 Crosby         | 19 September 1938 |
| 2865 Laurel         | 31 July 1935      |
| 3768 Monroe         | 5 September 1937  |
| (5452) 1937 NN      | 5 July 1937       |
| 7102 Neilbone       | 12 July 1936      |
| (A) with H. E. Wood |                   |

Cyril V. Jackson (n. 5 decembrie 1903, Ossett, Anglia, Regatul Unit al Marii Britanii și Irlandei – d. februarie 1988, Pietermaritzburg, KwaZulu-Natal, Africa de Sud) a fost un astronom sud african, născut în Ossett, Yorkshire, Marea Britanie. În 1911, a emigrat în Africa de Sud.
A lucrat la Obsrvatorul Union, din Johannesburg, Africa de Sud, între 1928 și 1947. El a participat în Al Doilea Război Mondial, alături de forțele sud africane. După război, el a fost director al observatorului Yale-Columbia Southern Observatory (YCSO), din Johannesburg, acesta fiind înființat de Universitatea Yale, în anii 1920. Univarsitatea Columbia a colaborat ulterior în dezvoltarea acestui observator, creându-se astfel, în 1962 denumirea de Yale-Columbia Southern Observatory (YCSO). Datorită poluării luminice, acest observator a trebuit să fie închis în 1951, rămâmând să supravegheze doar mișcarea unui telescop refractar de 26 de inch, al  Observatorului Mount Stromlo, din Australia. Acest telescop Yale-Columbia a fost dat Universitații Naționale Australiene, în iulie 1963 și a fost distrus pe 18 ianuarie 2003, datorită unui incendiu, care a devastat muntele Stromlo.
Jackson a lucrat la observatorul Mount Stromlo din 1957 până în 1963. În 1963, Yale a redeschis un alt observator, Félix Aguilar Observatory, Argentina, unde C.Jackson a lucrat ca director până în 1966, când s-a pensionat. El a descoperit multe comete, cum ar fi 47P/Ashbrook–Jackson, sau 58P/Jackson–Neujmin, primind astfel și medalia Donohoe . De asemenea, el a mai descoperit 72 de asteroizi la Observatorul Union. 